# Красне (місто)
Красне (рос. Красное, рум. Crasnoe) — місто в Молдові на лівому березі Дністра. Перебуває на території, що належить невизнаній Придністровської Молдавської Республіки. За законами ПМР є селищем міського типу у Слободзейському районі.

## Географія
Красне розташоване в лісостеповій зоні. Біля Красного тече річка Турунчук — рукав Дністра. Біля селища знаходиться мілководне озеро Красне. Селище межує із селом Глине на північному заході й селом Коротне на південному сході.
Від Красного до Дністровська 10 км, до Слободзеї — 15 км, до Тирасполя — 40 км, до Бендер — 55 км, до Кишиніва — 110 км, до Одеси — 90 км.
Вулиці: Заводська, Робоча, Шкільна, Театральна, 40 років Жовтня, Першотравнева, Піонерська, Комсомольська, Восьмого березня, Нова, Некрасова, Фрунзе, Островського, Горького, Лермонтова, Лазо, Зої Космодем'янської, Тельмана, Ткаченко, Гайдара, Пушкіна, провулок Жовтневий.

## Населення
У Красному мешкає близько 5 тисяч чоловік. В основному це молдовани, українці і росіяни приблизно в однаковому процентному співвідношенні.

## Економіка
У Красному працює консервний завод «Октябрь» -  колись підприємство районного значення, а тепер приватизоване товариство з обмеженою відповідальністю «Рустас». Є також торговельна мережа магазинів «Райспоживспілки» і одинадцять магазинів, кафе, бар, ринок, і дві аптеки. Працює поштове відділення, перукарня, швейне ательє.

## Транспорт
Транзитні автобуси з Дністровська в Тирасполь, Бендери, Кишинів, частково маршрутні таксі. У Красному працюють два автотранспортних підприємства «АТП-6» і філія ПО «Тираспольтранс», що здійснюють вантажопасажирські перевезення. Через все селище проходить дорога районного й республіканського значення. Основна частина вулиць асфальтована, але є й дрібні вулиці із ґрунтовим покриттям.

## Визначні пам'ятки
Меморіал «Воїнам Визволителям» на згадку про загиблих у німецько-радянській війні, що складається з пам'ятника у вигляді фігур двох солдатів, вічного вогню й плити з іменами, прізвищами й званнями бійців Червоної Армії, що загинули при звільненні селища від фашистських загарбників.